# Guty, Voivodato de Podlaquia
Guty [ˈɡutɨ] es un pueblo ubicado en el distrito administrativo de Gmina Piątnica, dentro del Condado de Łomżun, Voivodato de Podlaquia, en el norte de Polonia oriental. Se encuentra aproximadamente a 13 kilómetros al este de Piątnica, a 15 kilómetros al noreste de Łomża, y a 62 kilómetros al oeste de la capital regional Białystok.